# Рамазанов, Хидир Хидирович
Хидир Хидирович Рамазанов (1 июля 1925, Усуг, Дагестанская АССР — 29 сентября 2019) — советский и российский дагестанский историк и этнограф, доктор исторических наук, заслуженный профессор Дагестанского государственного университета.

## Биография
Родился 1 июля 1925 года в селении Усуг Курахского района Дагестана. По национальности агул.
В 1941 году в 16-летнем возрасте добровольно пошёл служить в Военно-морской флот СССР, служил 7 лет, принимал участие в войне против нацистской Германии и Японии.
В 1948—1952 годах обучался на историческом факультете Дагестанского педагогического института (ныне Дагестанский государственный университет).
В 1952 году поступил в аспирантуру Дагестанского филиала АН СССР, защитил диссертацию «Крестьянская реформа в Дагестане» в Ростове-на-Дону и получил учёную степень кандидата исторических наук.
С 1961 года работал в Дагестанском государственном университете. На протяжении 24 лет являлся деканом сначала историко-филологического, затем исторического факультетов. В 2014 году избран заслуженным профессором Дагестанского государственного университета.
В 1973 году защитил диссертацию в «Социально-экономическое развитие Дагестана в пореформенный период» в Москве и получил учёную степень доктора исторических наук. Он стал первым доктором исторических наук среди агулов.
У Рамазанова было два сына. Он умер 29 сентября 2019 года.

## Научная деятельность
Область научных интересов — история Дагестана и Северного Кавказа, экономические, политические, социальные и культурные проблемы Дагестана и Северного Кавказа.
Написал более 250 научных работ.
Принимал участие в написании фундаментальных трудов «Очерки истории Дагестана» (1957), «История Дагестана» (1968), «История народов Северного Кавказа» (1988), «Крестьянство Дона и Северного Кавказа» (1990) и «История Дагестана с древнейших времен до XX века» (2004).
Работал в архивах Москвы, Санкт-Петербурга, Тбилиси, Грозного, Калуги и Махачкалы, результатам чего стал сборник документов «Движение горцев Северо-Восточного Кавказа в 20-50-х. гг. XIX в.» (1959, совместно с В. Г. Гаджиевым).
Являлся одним из создателей, учёным секретарём и председателем совета по защите кандидатских диссертаций по историческим дисциплинам при ДГУ.
Входил в Головной научно-методический совет Министерства высшего образования РФ.

## Награды
- Орден Трудового Красного Знамени[6]
- Заслуженный деятель науки Российской Федерации[6] (1997)[14]
- Заслуженный деятель науки Республики Дагестан[6]